# Zena Keefe
Zena Keefe est une actrice américaine née le 26 juin 1896 à San Francisco en Californie (États-Unis), décédée le 16 novembre 1977 à Danvers (Massachusetts) aux États-Unis.

## Filmographie
- 1911 : All Is Fair in Love and War (réalisateur inconnu)
- 1911 : The Long Skirt
- 1911 : The Mate of the 'John M' : The Captain's Daughter
- 1911 : The Cabin Boy : The Cabin Boy
- 1911 : Heroes of the Mutiny
- 1912 : Father and Son
- 1912 : The Struggle
- 1912 : Captain Jenks' Diplomacy : The Nurse
- 1912 : The Pink Pajama Girl : Cecilia Wentworth
- 1912 : The Hieroglyphic : Mary
- 1912 : The Spider's Web
- 1912 : The Man Under the Bed
- 1912 : The Gamblers
- 1912 : A Bunch of Violets : A Young Girl
- 1912 : The Black Sheep : Clara as an Adult
- 1912 : At the Eleventh Hour : Mrs. Richard
- 1912 : The Cross Roads
- 1912 : Tommy's Sister : Tommy's Sister
- 1912 : The Hindoo Curse
- 1912 : Her Choice : A Poor Girl
- 1912 : In the Furnace Fire : Kate, Mary's Sister
- 1912 : The Mills of the Gods : Maria, Giulia's Sister
- 1912 : Three Girls and a Man : Betty
- 1912 : The Eavesdropper
- 1912 : The Awakening of Bianca : Bianca
- 1913 : Sisters All
- 1913 : Omens and Oracles
- 1913 : Cutey Plays Detective : The Daughter
- 1913 : Cutey Tries Reporting : Cutey's Sweetheart
- 1913 : Does Advertising Pay? : Mrs. Raymond
- 1913 : The Carpenter
- 1913 : The Autocrat of Flapjack Junction
- 1913 : A Game of Cards
- 1915 : The Esterbrook Case
- 1915 : Life's Yesterdays
- 1915 : The Tigress
- 1915 : Hearts Ablaze
- 1915 : The Unforgiven
- 1916 : The Scarlet Runner, de Wally Van et William P. S. Earle
- 1916 : Perils of Our Girl Reporters
- 1916 : The Island of Surprise : Dorothy Casselis
- 1916 : Betty, the Boy and the Bird
- 1916 : The Hero of Submarine D-2 : Ethel McMasters
- 1916 : Her Maternal Right : Mary Winslow
- 1916 : La Vie de Bohème : Musette
- 1916 : Caprice of the Mountains
- 1916 : The Rail Rider, de Maurice Tourneur : Mildred Barker
- 1916 : Little Miss Happiness : Sadie Allen
- 1917 : The Meeting
- 1917 : The Jade Necklace
- 1917 : Enlighten Thy Daughter : Lillian Stevens
- 1917 : One Hour : Opal
- 1917 : Shame : Mary McDavitt / Little Mary Grey
- 1918 : The Challenge Accepted : Sally Haston
- 1919 : An Amateur Widow : Rhoda Canby
- 1919 : Cœurs de vingt ans (Oh Boy !) d'Albert Capellani : Jackie Sampson
- 1920 : Piccadilly Jim : Anne Chester
- 1920 : His Wife's Money : Marion Phillips
- 1920 : The Woman God Sent : Margaret Manning
- 1920 : Out of the Snows : Anitah
- 1920 : Marooned Hearts : Marion Ainsworth
- 1920 : Red Foam : Mrs Andy Freeman
- 1921 : Proxies : Clare Conway
- 1921 : After Midnight : Mrs Gordon Phillips
- 1922 : When Love Is Young
- 1922 : Prejudice
- 1922 : The Broken Silence : Jeanne Marat
- 1923 : None So Blind : Rachel Abrams Mortimer / Ruth
- 1923 : The Broken Violin : Governess
- 1924 : Who's Cheating? : Myrtle Meers
- 1924 : The Lure of Love
- 1924 : Another Man's Wife : Dancer
- 1924 : Trouping with Ellen : Mabel Llewellyn